# アンリ・モレ
アンリ・モレ（Henry Moret 、1856年12月12日 - 1913年5月5日）は、フランスの風景画家である。ブルターニュのポン＝タヴァンなどで活動した「ポン＝タヴァン派」の画家の一人で、ブルターニュの海岸の風景を鮮やかな色使いで描いた。 

## 略歴
マンシュ県のシェルブール＝オクトヴィルにルイーズ・モレという女性の私生児として生まれた。1875年に軍隊に入るまでの経歴は殆ど知られていない。ブルターニュのロリアンに勤務していた時、軍の上官がモレの才能を見出し、ブルターニュに住む海洋画家のコロリエ(Ernest Corroller)に紹介し、コロリエから風景画を学んだ。1876年にパリのエコール・デ・ボザールに入学することができ、ジャン＝レオン・ジェロームやアンリ・ラマンに学んだ。私立の美術学校、アカデミー・ジュリアンでもジャン＝ポール・ローランスのもとで学んだ。
1880年にサロン・ド・パリに初めて出展した。しばしばブルターニュのコロリエのもとを訪れていたが1888年にポン＝タヴァンを訪れ、「ポン＝タヴァン派」の画家、エルネスト・ド・シャマイヤールやエミール・ジュールダンに共鳴した。「ポン＝タヴァン派」はポール・ゴーギャンが指導的な役割を果たしていた。モレは「ポン＝タヴァン派」の新しい拠点となった、ポン＝タヴァン近傍の港町、ル・プリュドゥ(Le Pouldu)に住んで活動した最初の画家の一人となった。
1891年にゴーギャンがタヒチに旅だった後、モレの絵画も独自のスタイルに変化していった。画商、ポール・デュラン＝リュエルに認められてパリやロンドン、ニューヨークで展覧会を開き、顧客のために多くの作品を描いた。

## 作品

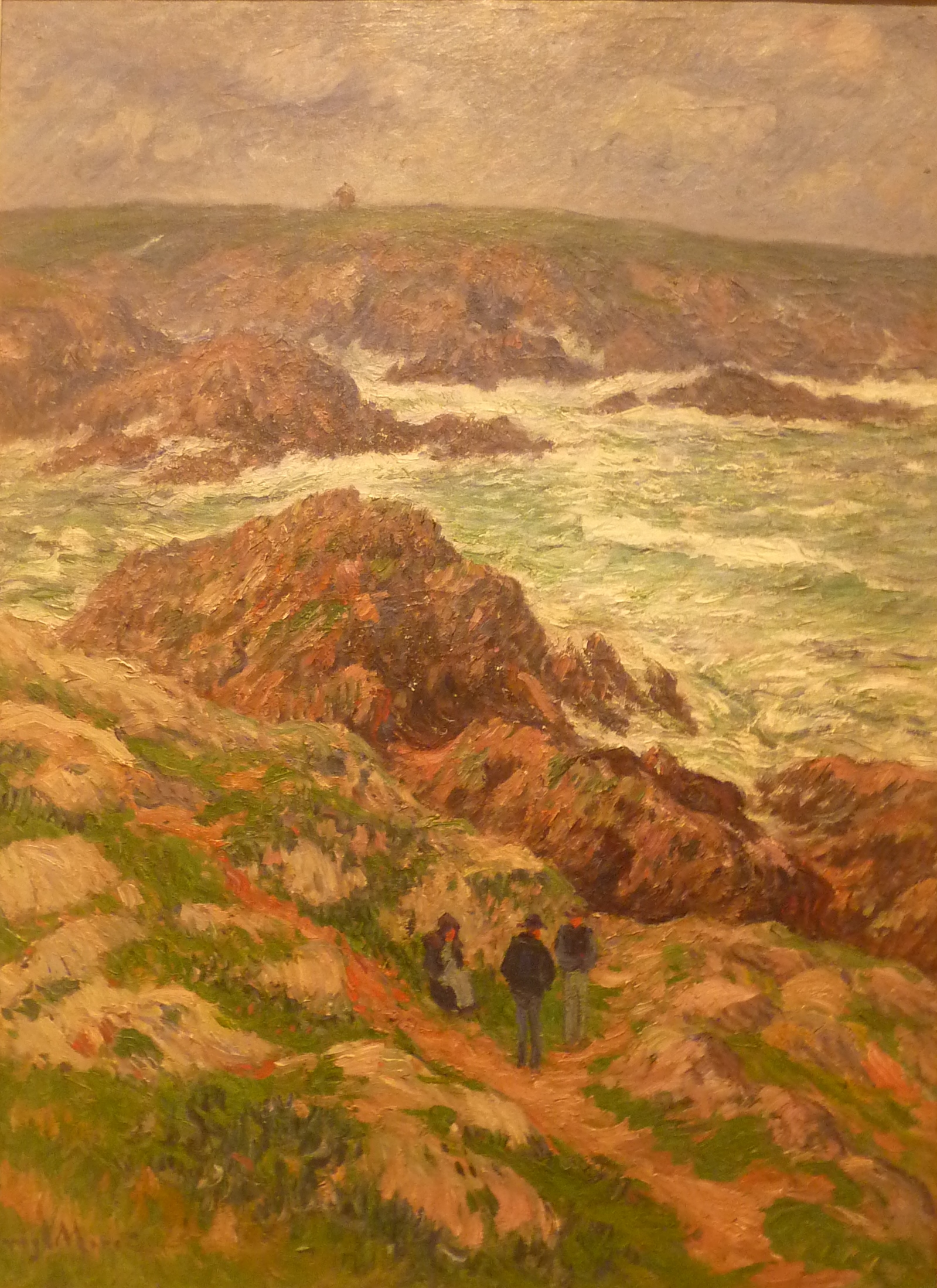
"Gros temps à Doëlan"
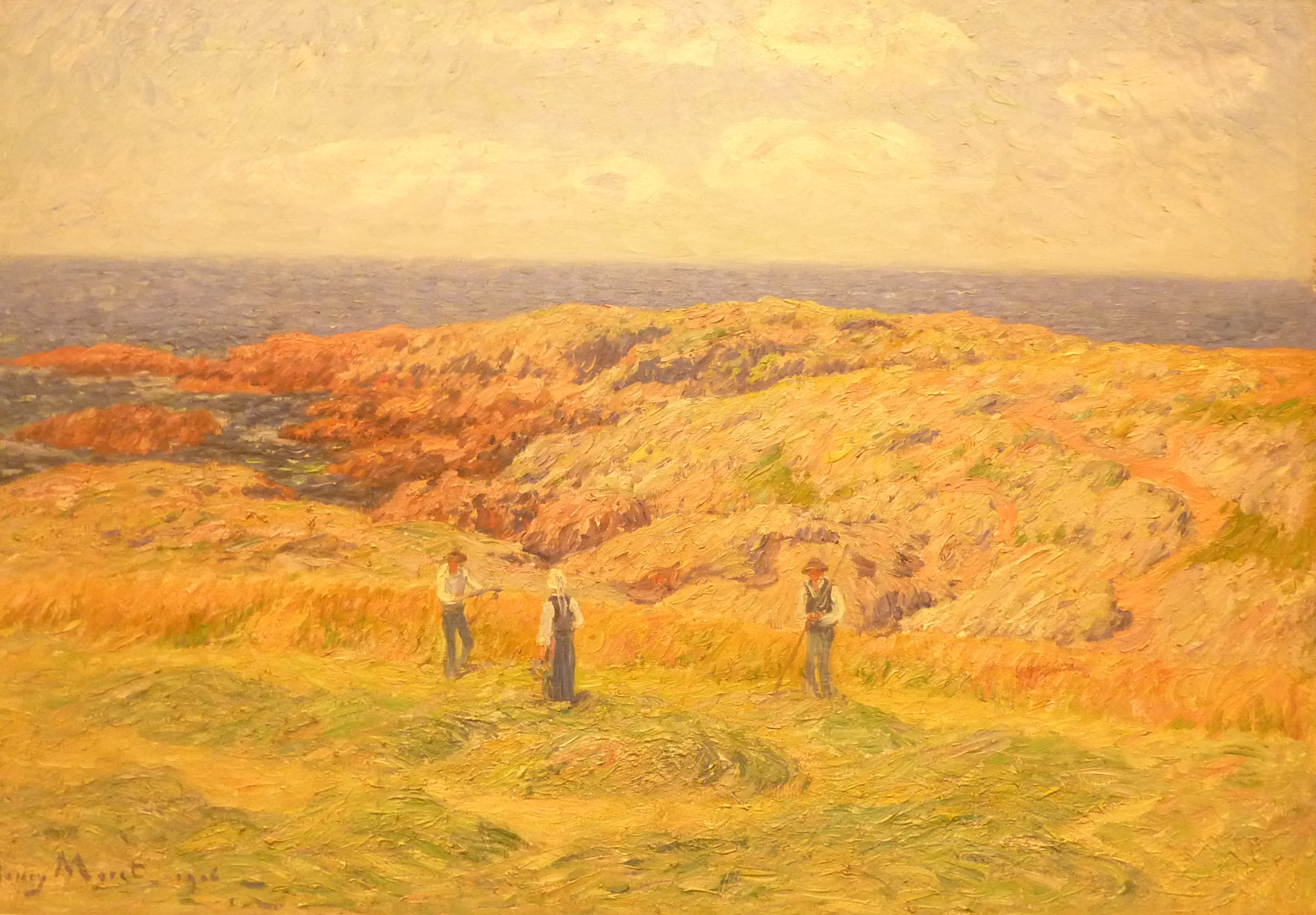
"Fenaison en Bretagne"(1908)
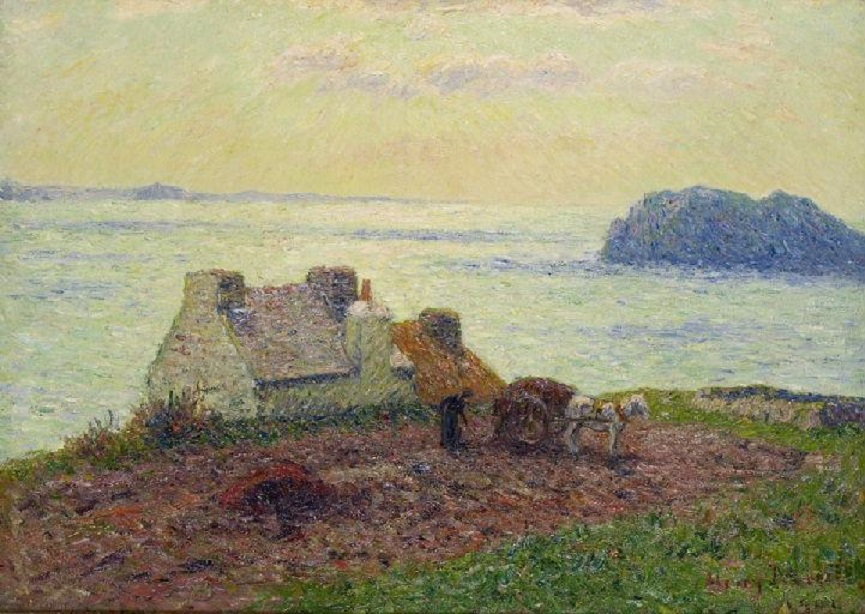
"La baie de Lampaul"(1908)
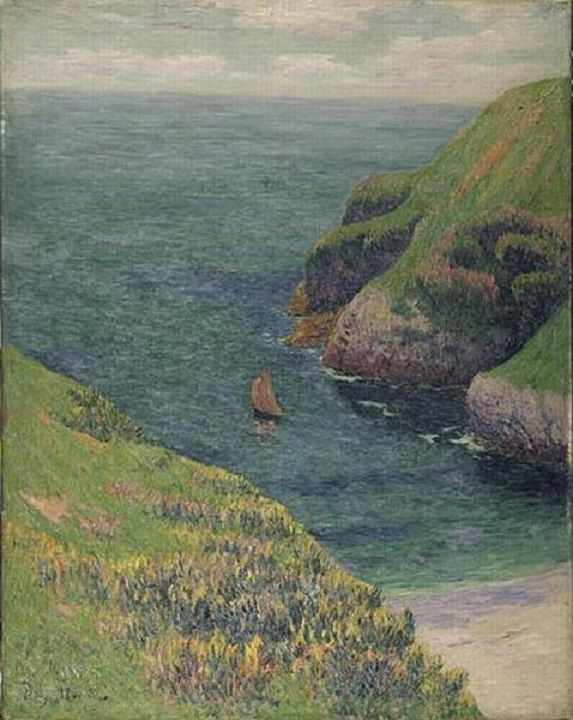
"Goulphar"(1895/1896)
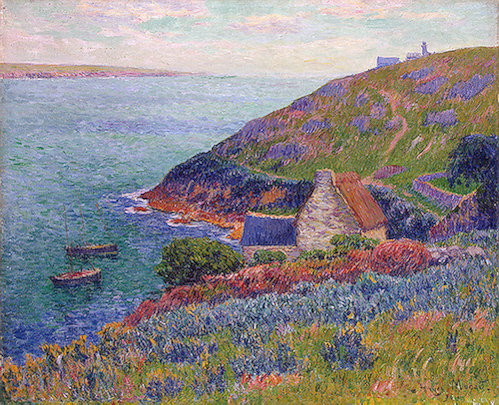
"Port Manech" (1896)
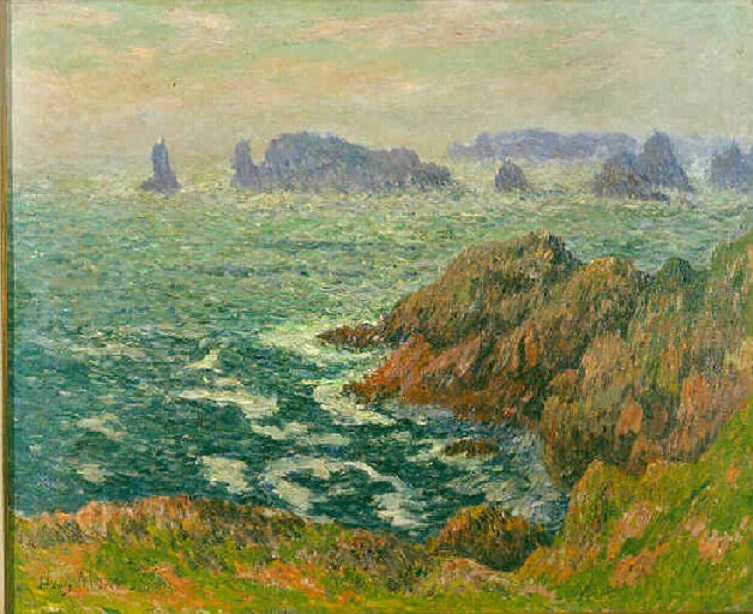
"L'Île d'Ouessant, la chaussée Keller"(1897)
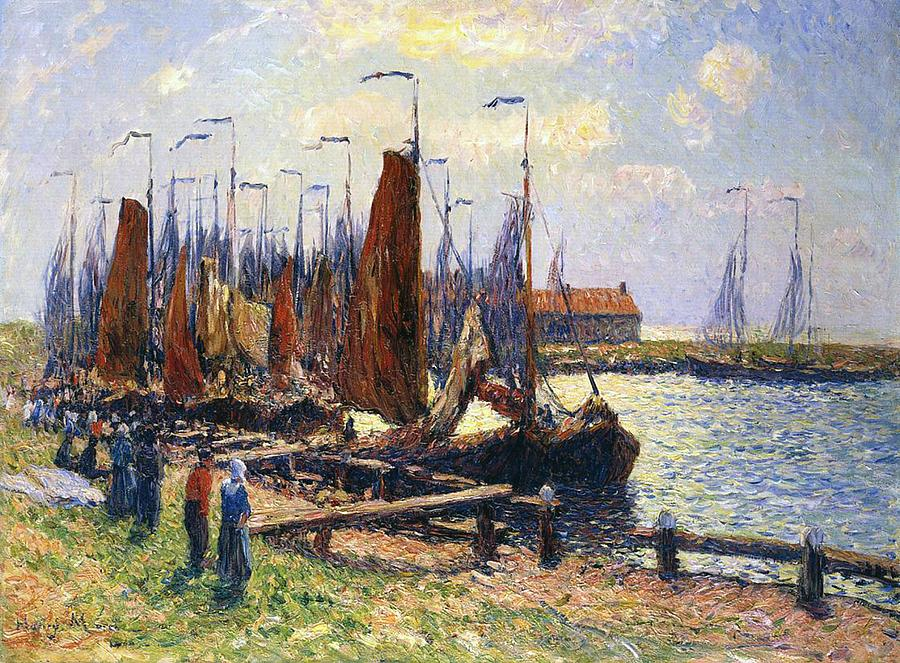
Le port de Volendam(c.1895)
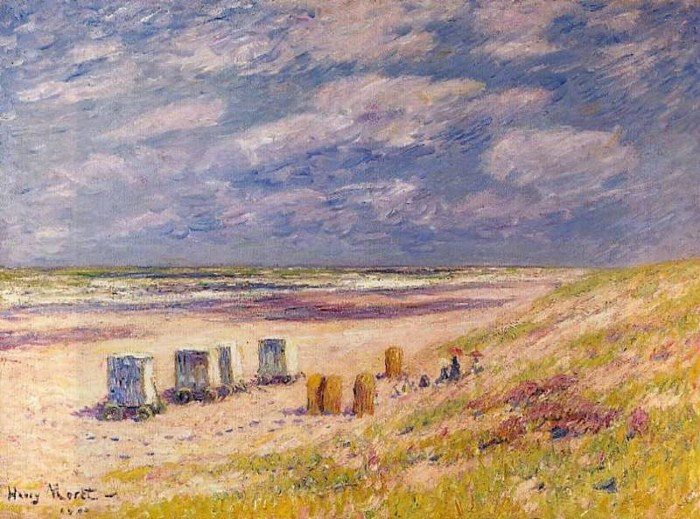
La plage d'Egmond Aan Zee(1900)